# Saw You Drown
Saw You Drown è il terzo EP del gruppo musicale svedese Katatonia, pubblicato il 1º gennaio 1998 dalla Avantgarde Music.

## Descrizione
Pubblicato in tiratura limitata a 1500 copie, il disco contiene due brani inseriti successivamente nel terzo album Discouraged Ones, l'inedito Quiet World e il brano Scarlet Heavens, registrato nel 1994.

## Tracce
1. Saw You Drown – 5:02
2. Nerve – 4:31
3. Quiet World – 4:37
4. Scarlet Heavens – 10:25

## Formazione
Gruppo
- Jonas Renkse – batteria, chitarra (eccetto traccia 4), voce
- Anders Nyström – chitarra, tastiera, cori (eccetto traccia 4)
- Fred Norrman – chitarra (eccetto traccia 4)
- Mikael Oretoft – basso (eccetto traccia 4)
- Le Huche – basso (traccia 4)

Produzione
- Katatonia – produzione
- Fred Estby – ingegneria del suono (eccetto traccia 4)
- Tomas Skogsberg – ingegneria del suono (eccetto traccia 4)
- Micke Åkerfeldt – co-produzione parti vocali (eccetto traccia 4)
- Dan Swanö – produzione e ingegneria del suono (traccia 4)